# Луцкий экзархат УГКЦ
 Луцкий экзархат  (укр.  Луцький екзархат) — экзархат Украинской грекокатолической церкви с кафедрой  в городе Луцк, Украина. Кафедральный собор — церковь Рождества Пресвятой Богородицы в Луцке. Экзархат входит в Киевскую митрополию УГКЦ.

## Территория
Экзархат расположен на северо-западе Украины и охватывает Волынскую и Ровенскую области.
Часть территории входила в Экзархат созданный на Первом соборе экзархов во Львове, который 18-19 сентября 1940 года созвал митрополит Андрей (Шептицкий) и возглавлялся епископом Николаем (Чарнецким).

## История
Экзархат был основан 15 января 2008 года решением Синода УГКЦ путём его выделения из Киевской архиепархии.
Первым экзархом был назначен о. Иосафат Олег Говера, архиерейская хиротония которого состоялась 7 апреля 2008 года в Кафедральном соборе Непорочного Зачатия города Тернополя.
12 апреля 2008 года в храме Рождества Пресвятой Богородицы города Луцка, который отныне стал кафедральным собором, состоялась его интронизация.
Экзархат исторически восходит к Луцкой и Острожской грекокатолической епархии, основанной в результате заключения Брестской унии (1596).
19 декабря 2017 года в городе Ровно глава Украинской греко-католической церкви (УГКЦ) верховный архиепископ Святослав Шевчук совершил чин освящения Прокафедрального собора Луцкого экзархата — храм святого Николая Чудотворца, строительство которого заняло около 10 лет.

## Деканаты
- Луцкий
- Ровенский
- Владимиро-Волынский.

## Ординарии экзархата
- экзарх Иосафат Олег Говера (с 15 января 2008 года)